# Мирослав Форте
Мирослав Форте (Трбовље, 24. октобар 1911 — ? ) је био југословенски гимнастички репрезентативац, словеначког порекла.
Учесник је Летњих олимпијских игара 1936. у Берлину и Светског првенства у спортској гимнастици 1938. у Прагу.
Највећи успех је постигаа на Светском првенству 1930. у Прагу када је у екипној конкуренцији освојио бронзану медаљу. Репрезентација се такмичила у следећем саставу:Јосип Приможич, Борис Грегорка, Стјепан Болтисар, Мирослав Форте, Јосип Кујунџић, Јанез Пристов, Милош Скрбиншек, Јоже Ваднов.
На Летњим олимпијским играма 1936. такмичио је и у појединачној и екипној конкуренцији. Репрезентација се такмичила у следећем саставу: Конрад Грлиц, Јоже Приможић, Леон Штукељ, Мирослав Форте, Јоже Вандов, Јанез Пристов, Димитрије Мрзеклин и Борис Грегорка.
Форте је у појединачниј конкуренцији у укупном поретку био 46., а екипно су заузели 6. место.

## Резултати на Летњим олимпијским играма
| ОИ           | вратило | вратило | разбој | разбој | кругови | кругови | прескок | прескок | коњ са хватаљкама | коњ са хватаљкама | вишедпј пој. | вишедпј пој. | вишебој ек. | вишебој ек. |
| ОИ           | Рез.    | Мес.    | Рез.   | Мес.   | Рез.    | Мес.    | Рез.    | Мес.    | Рез.              | Мес.              | Рез.         | Мес.         | Рез.        | Мес.        |
| ------------ | ------- | ------- | ------ | ------ | ------- | ------- | ------- | ------- | ----------------- | ----------------- | ------------ | ------------ | ----------- | ----------- |
| 1936. Берлин | 15,43   | 74      | 16,46  | 51     | 16,70   | =41     | 17,93   | 16      | 16.76             | 46                | 99.200       | 46           | 99,200      | 6           |